# Fellipe Bastos
Fellipe Ramos Ignez Bastos (Río de Janeiro, 1 de febrero de 1990) es un futbolista brasilero que actúa como volante. Actualmente está sin equipo.

## Carrera
Realizó las divisiones inferiores en el Botafogo, siendo convocado para las selecciones de Brasil sub-15 y sub-17. Sin haber debutado en el fútbol profesional de Brasil, pasó al PSV Eindhoven en el año 2008. Allí continuó sin jugar, por lo que fue transferido al Benfica, donde luego de varios meses sin poder jugar por problemas legales, finalmente inició su carrera profesional. En 2009 y 2010 jugó a préstamo en Belenenses y en Servette de Suiza, respectivamente. 
En junio de 2010 fue cedido a Vasco da Gama, club que compró su pase finalmente en 2012. En septiembre de 2013, es cedido a préstamo a Ponte Preta, donde participó en la obtención del subcampeonato en la Copa Sudamericana 2013, convirtiendo un gol en la final. A principios de 2014 regresó a Vasco da Gama, y el 16 de julio de 2014 fue anunciado oficialmente su fichaje en su nuevo equipo, el Grêmio de Porto Alegre.
Jugó la Copa Sudamericana 2017, siendo eliminado en octavos de final por Racing Club.
Bastos se destaca por sus remates de larga distancia y su precisión en los tiros libres.

## Clubes
| Club          | País            | Año         |
| ------------- | --------------- | ----------- |
| Benfica       | Portugal        | 2008 - 2009 |
| Belenenses    | Portugal        | 2009        |
| Servette      | Suiza           | 2010        |
| Vasco da Gama | Brasil          | 2010 - 2013 |
| Ponte Preta   | Brasil          | 2013        |
| Vasco da Gama | Brasil          | 2014        |
| Grêmio        | Brasil          | 2014 - 2015 |
| Al-Ain        | Emiratos Árabes | 2015 - 2016 |
| Baniyas       | Emiratos Árabes | 2016 - 2017 |
| Corinthians   | Brasil          | 2017 - 2019 |
| Sport Recife  | Brasil          | 2018        |
| Vasco da Gama | Brasil          | 2019 - 2020 |

## Palmarés

### Torneos Regionales
| Título              | Club        | Estado    | Año  |
| ------------------- | ----------- | --------- | ---- |
| Campeonato Paulista | Corinthians | São Paulo | 2017 |

### Torneos Nacionales
| Título               | Club          | País     | Año  |
| -------------------- | ------------- | -------- | ---- |
| Copa de la Liga      | Benfica       | Portugal | 2009 |
| Copa de Brasil       | Vasco da Gama | Brasil   | 2011 |
| Campeonato Brasileño | Corinthians   | Brasil   | 2017 |

Otros logros:
- Subcampeón de la Copa Sudamericana 2013 con Ponte Preta.